# SunSet Swishの今夜もマイペース
『SunSet Swishの今夜もマイペース』（サンセット スウィッシュのこんやもマイペース）は、FM OSAKAで2006年11月5日に放送を開始したラジオ番組であった。不定期で生放送もされた。SunSet Swishにとって関西初のレギュラー番組となった。
2010年12月26日の放送をもって終了することが発表された。

## 出演者
- SunSet Swish
  - 石田順三
  - 佐伯大介
  - 冨田勇樹

### 過去（コーナー出演）
- KARIYA（2008年5月-2009年頃）
  - 都築一将
  - 尾嶋直哉

## 主なコーナー
「KARIYA-」以外は、2007年10月の時間拡大を機に開始。
- 「ストリートリサーチ」のコーナー（番組レポーターが毎週異なるテーマで、大阪の路上に出て人々の意見を聞いてくる。担当は冨田）
- 「勉強させていただきます」のコーナー（これからブレイクしそうな注目のアーティストをPickupして紹介する。担当は佐伯）
- 「KARIYAの今夜もじゃんだらりん!」（KARIYAのトークコーナー。別収録。2008年5月-）

以下は終了したコーナー
- 「Secret Agent！調べるぅ順三」のコーナー（リスナーの疑問に順三が答える。難題だと却下されることもある）
- 「ガリレオ順三」のコーナー（上を改名、コーナー内容は同じ。KARIYAのレギュラー出演開始にともない、終了）

## 放送時間
- 2006年11月5日-2007年9月　日曜日 21:00-21:30
- 2007年10月-現在　土曜日 21:00-21:55

## 出来事
- 2009年5月16日

翌日に開催予定だった「RED RIBBON LIVE 2009 Spring ～HIV検査に行こう！～in OSAKA」（主催：厚生労働省、協力：エフエム大阪）に、SunSet SwishとKARIYAが出演予定だったことから、番組内でも参加の呼びかけを行っていた。しかし、2009年新型インフルエンザの発生に伴いイベントが中止になったことから当日のエンディングで、番組が収録だったこととイベントが中止になったことのアナウンスが急遽放送された。